# Rally Cataluña de 2004
El Rally Cataluña de 2004, oficialmente 40º Rally Catalunya - Costa Brava (Rallye de España), fue la edición 40.ª y la decimoquinta ronda de la temporada 2004 del Campeonato Mundial de Rally. Se celebró del 29 al 31 de octubre y contó con veinte tramos de asfalto sumando un total de 384.08 km cronometrados.
El ganador fue Markko Martin a bordo de un Ford Focus WRC, la que sería la última victoria en el mundial para el estonio. Segundo Marcus Grönholm con un Peugeot 307 WRC y tercero Carlos Sainz con un Citroën Xsara WRC. En la categoría junior venció el francés Nicolas Bernardi seguido de Per-Gunnar Andersson y Mirco Baldacci.

## Itinerario y ganadores
| Día            | Tramo | Hora  | Nombre                            | Distancia | Ganador                    | Tiempo    | Vel. media | Líder rally    |
| -------------- | ----- | ----- | --------------------------------- | --------- | -------------------------- | --------- | ---------- | -------------- |
| 1 (29 oct)     | SS1   | 09:06 | La Trona 1                        | 13.17 km  | François Duval             | 8:33.7    | 92,3       | François Duval |
| 1 (29 oct)     | SS2   | 09:34 | Alpens – Les Llosses 1            | 21.80 km  | Sébastien Loeb             | 13:09.0   | 99,5       | Sébastien Loeb |
| 1 (29 oct)     | SS3   | 10:32 | Gombren – St Jaume de Frontanya 1 | 22.55 km  | François Duval             | 15:43.2   | 86,1       | Sébastien Loeb |
| 1 (29 oct)     | SS4   | 13:40 | La Trona 2                        | 13.17 km  | François Duval             | 8:27.2    | 93,5       | François Duval |
| 1 (29 oct)     | SS5   | 14:08 | Les Llosses 2                     | 21.80 km  | Sébastien Loeb             | 13:33.6   | 96,5       | Sébastien Loeb |
| 1 (29 oct)     | SS6   | 15:06 | St Jaume Frontanyà 2              | 22.55km   | Markko Märtin              | 15:32.2   | 87,1       | Sébastien Loeb |
| 2 (30 oct)     | SS7   | 08:36 | Les Llosses – Alpens 1            | 21.80km   | Sébastien Loeb             | 13:13.7   | 98,9       | Sébastien Loeb |
| 2 (30 oct)     | SS8   | 09:14 | Sta Eulàlia 1                     | 16.80km   | Markko Märtin              | 9:44.1    | 103,5      | Markko Märtin  |
| 2 (30 oct)     | SS9   | 09:40 | Prats de Lluçanés – Olost 2       | 9.94km    | Marcus Grönholm            | 5:14.9    | 113,6      | Markko Märtin  |
| 2 (30 oct)     | SS10  | 10:43 | Sant Julià 1                      | 32.90km   | Cancelado                  | Cancelado | Cancelado  | Markko Märtin  |
| 2 (30 oct)     | SS11  | 13:51 | Les Llosses – Alpens 2            | 21.80km   | Marcus Grönholm            | 13:16.2   | 98,6       | Markko Märtin  |
| 2 (30 oct)     | SS12  | 14:29 | Sta Eulàlia 2                     | 16.80km   | Markko Märtin              | 9:49.7    | 102,6      | Markko Märtin  |
| 2 (30 oct)     | SS13  | 14:55 | Prats de Lluçanés – Olost 2       | 9.94km    | Marcus Grönholm            | 10:45.1   | 114,4      | Markko Märtin  |
| 2 (30 oct)     | SS14  | 15:58 | Sant Julià 2                      | 32.90km   | Carlos Sainz               | 19:25.3   | 101,6      | Markko Märtin  |
| Día 3 (31 oct) | SS15  | 07:31 | San Boi de Lluçanés 1             | 12.85km   | Stéphane Sarrazin          | 8:49.5    | 87,4       | Markko Märtin  |
| Día 3 (31 oct) | SS16  | 08:19 | La Roca 1                         | 5.05 km   | Markko Märtin Carlos Sainz | 3:09.0    | 96,2       | Markko Märtin  |
| Día 3 (31 oct) | SS17  | 08:47 | Viladrau 1                        | 35.18 km  | Markko Märtin              | 22:23.7   | 94,3       | Markko Märtin  |
| Día 3 (31 oct) | SS18  | 11:20 | Sant Boi de Lluçanés 2            | 12.85 km  | Marcus Grönholm            | 8:51.6    | 87,0       | Markko Märtin  |
| Día 3 (31 oct) | SS19  | 12:08 | La Roca 2                         | 5.05 km   | Marcus Grönholm            | 3:06.2    | 97,6       | Markko Märtin  |
| Día 3 (31 oct) | SS20  | 12:36 | Viladrau 2                        | 35.18 km  | Marcus Grönholm            | 22:31.0   | 93,7       | Markko Märtin  |

## Clasificación final
| Pos.     | Piloto               | Copiloto             | Automóvil             | Tiempo    | Diferencia | Puntos |
| WRC      | WRC                  | WRC                  | WRC                   | WRC       | WRC        | WRC    |
| -------- | -------------------- | -------------------- | --------------------- | --------- | ---------- | ------ |
| 1.       | Markko Märtin        | Michael Park         | Ford Focus WRC        | 3:40:43.8 | 0.0        | 10     |
| 2.       | Marcus Grönholm      | Timo Rautiainen      | Peugeot 307 WRC       | 3:41:07.0 | +23.2      | 8      |
| 3.       | Carlos Sainz         | Marc Martí           | Citroën Xsara WRC     | 3:41:21.5 | +37.7      | 6      |
| 4.       | Stéphane Sarrazin    | Patrick Pivato       | Subaru Impreza WRC    | 3:43:34.2 | +2:50.4    | 5      |
| 5.       | Petter Solberg       | Phil Mills           | Subaru Impreza WRC    | 3:43:50.5 | +3:06.7    | 4      |
| 6.       | Dani Solà            | Xavier Amigo         | Mitsubishi Lancer WRC | 3:44:49.5 | +4:05.7    | 3      |
| 7.       | Gianluigi Galli      | Guido D'Amore        | Mitsubishi Lancer WRC | 3:44:49.7 | +4:05.9    | 2      |
| 8.       | Mikko Hirvonen       | Jarmo Lehtinen       | Subaru Impreza WRC    | 3:45:15.5 | +4:31.7    | 1      |
| JWRC     |                      |                      |                       |           |            |        |
| 1. (14.) | Nicolas Bernardi     | Jean-Marc Fortin     | Renault Clio S1600    | 3:58:08.7 | 0.0        | 10     |
| 2. (16.) | Per-Gunnar Andersson | Jonas Andersson      | Suzuki Ignis S1600    | 4:01:09.5 | +3:00.8    | 8      |
| 3. (17.) | Mirco Baldacci       | Giovanni Bernacchini | Suzuki Ignis S1600    | 4:02:06.4 | +3:57.7    | 6      |
| 4. (19.) | Larry Cols           | Filip Goddé          | Renault Clio S1600    | 4:02:35.5 | +4:26.8    | 5      |
| 5. (23.) | Kosti Katajamäki     | Timo Alanne          | Suzuki Ignis S1600    | 4:05:22.0 | +7:13.3    | 4      |
| 6. (25.) | Kris Meeke           | David Senior         | Opel Corsa S1600      | 4:06:59.8 | +8:51.1    | 3      |
| 7. (26.) | Alan Scorcioni       | Fulvio Florean       | Fiat Punto S1600      | 4:08:07.4 | +9:58.7    | 2      |
| 8. (27.) | Alessandro Broccoli  | Giovanni Agnese      | Fiat Punto S1600      | 4:10:31.2 | +12:22.5   | 1      |